# Nina Bałaban
Nina Bałaban (ur. 2 listopada 1995 w Ochrydzie) – macedońska strzelczyni sportowa, uczestniczka igrzysk olimpijskich w Rio de Janeiro.

## Igrzyska olimpijskie
Wzięła udział w rywalizacji w strzelaniu z karabinu pneumatycznego z 10 metrów. W eliminacjach uzyskała rezultat 407.7 punktów, zajmując 42. pozycję, która nie dała jej awansu do kolejnego etapu.